# Dampierre (Aube)
 Dampierre  ist eine französische Gemeinde mit 343 Einwohnern (Stand 1. Januar 2022) im Département Aube in der Region Grand Est; sie gehört zum Arrondissement Troyes und zum Kanton Arcis-sur-Aube.

## Geografie
Dampierre liegt am Schnittpunkt der Straßen D24 und D48. Durch den Ort fließt der Puits, der in die Aube mündet.

## Geschichte
Dampierre ist der Stammsitz des Hauses Dampierre, das nicht nur die Stammmütter der Bourbonen und des Hauses Burgund, sondern auch einen wesentlichen Teil der territorialen Grundlagen dieser Familien stellte.

## Bevölkerungsentwicklung
- 1962: 327
- 1968: 327
- 1975: 302
- 1982: 320
- 1990: 283
- 1999: 302
- 2018: 311

## Sehenswürdigkeiten

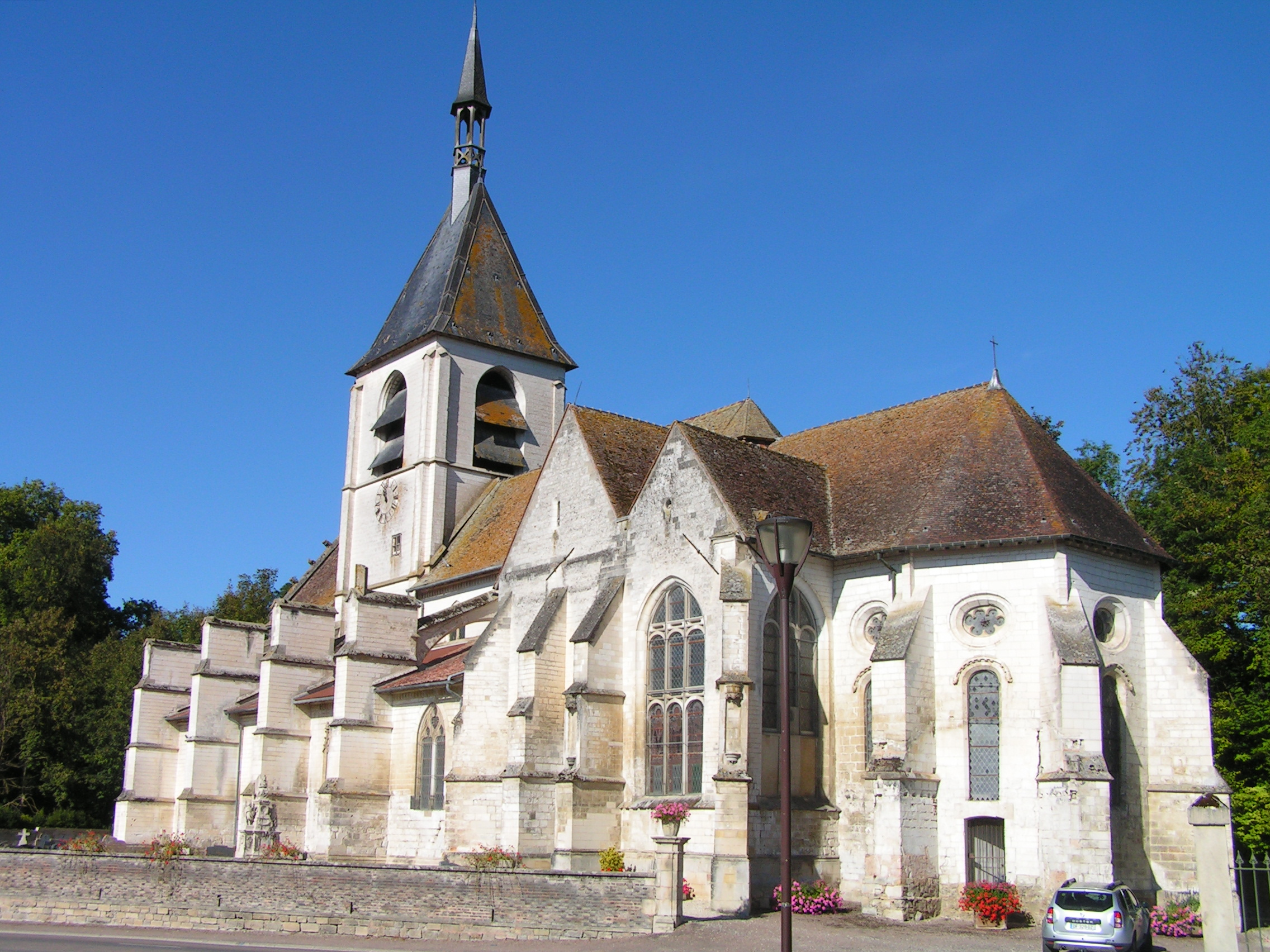
Kirche St-Pierre et St-Paul

- im 12. Jahrhundert begonnene Kirche St-Pierre et St-Paul (Monument historique)
- Schloss Dampierre aus dem 18. Jahrhundert nach Plänen von François Mansart; Reste der früheren Burg aus dem 15. Jahrhundert